# Patrik Křap
Patrik Křap (* 13. března 1981) je bývalý český profesionální fotbalový obránce.

## Fotbalová kariéra
Odchovanec FC Zbrojovka Brno. Hrál za Zbrojovku Brno, SK Hradec Králové, SK Líšeň a v Rakousku. V lize nastoupil ve 46 utkáních a dal 2 góly.
V juniorských a dorosteneckých reprezentacích U15, U16, U17, U18, U19, U20 a U21 nastoupil v 48 utkáních a dal 2 góly.
Zúčastnil se Mistrovství světa ve fotbale hráčů do 20 let 2001 v Argentině, kde ČR prohrála ve čtvrtfinále 0:1 s Paraguayí.
Mistrovství Evropy hráčů do 19 let 2000.

## Ligová bilance
| Ročník                 | Zápasy | Góly | Klub                  |
| ---------------------- | ------ | ---- | --------------------- |
| Gambrinus liga 2000/01 | 20     | 2    | FC Stavo Artikel Brno |
| Gambrinus liga 2001/02 | 3      | 0    | FC Stavo Artikel Brno |
| Gambrinus liga 2002/03 | 9      | 0    | 1. FC Brno            |
| Gambrinus liga 2003/04 | 14     | 0    | 1. FC Brno            |
| CELKEM                 | 46     | 2    |                       |